# 永發印務
永發印務有限公司 於1913年在香港創立，是香港一家印刷公司，主要從事紙類包裝印刷及紙類包裝物料供應，尤其擅長於香煙、酒類及多種消費品包裝之精細印刷，亦從事箱板原紙生產業務。它欲於2008年3月28日在香港交易所主板上市，但最終擱置上市。
是上海實業（港交所：0363）旗下公司。廠房集中於內地區域，包括廣東、浙江、四川、上海、山東、陝西、河南、河北等。

## 歷史
在1913年，永發印務由數名創辦，最初是小型印刷，1993年，成立西安環球印務，拓展藥品包裝業務，1995年已與各大煙草商組建合營公司來進行策略聯盟；1996年成為上海實業旗下公司；2002年收購成都永發，拓展酒類包裝業務；2003年，成立河北永新，開始箱板原紙生產業務；2004年，東莞永發印刷基地投入生產香煙包裝及其他消費類產品印刷業務；2007年，成立浙江永成，新型裝飾表面材料投入生產；2008年收購四川科美股權至全資子公司，同年3月28日欲在香港交易所主板上市，但最終擱置上市。

## 資料來源
- 永發印務入場費2323元 （页面存档备份，存于）

## 外部連結
- WingFat.com （页面存档备份，存于）